# Павлов, Виталий Викторович
Виталий Викторович Павлов (род. 15 сентября 1952) — российский режиссёр театра и кино, драматург, прозаик, сценарист и продюсер. Член Союза писателей России (рекомендация А. Володина), член Союза театральных деятелей России (рекомендации О. Ефремова и А. Гончарова). Выпускник Высших курсов режиссёров и сценаристов при Госкино СССР (1986 год, мастерская Валерия Фрида).

## Творчество
Проза
«День чудес», «Ощущение прожитой жизни», «Назови именем отца», «Герцеговина флор» «Рыбный день». Соавтор книг «Сталин. Трагедия семьи», «Опалённые властью» из серии «Кремль-9».
Сценарии
Автор ряда сценариев документального сериала «Кремль-9», производство телекомпании «Останкино» для Первого канала.
За сценарий «Светлана Сталина. Побег из семьи» был выдвинут на премию «ТЭФИ» в 2003 году.
Автор сценария, ведущий и режиссёр документальных фильмов «Эдуард Стрельцов. Зона для центра нападения», «Особенности национального футбола», «Неизвестный Олег Ефремов» (3 серии). Производство телекомпании «Останкино» для Первого канала.
Пьесы
Автор пьес: «Я построил дом» (впервые поставлен С. И. Яшиным в БДТ им. Г. А. Товстоногова, в главных ролях — Вадим Медведев, Людмила Макарова, Лариса Малеванная), «Джазмен», «Русская рулетка», «Любовь и кролики», «Жизнь налаживается», «Семейный ужин в половине второго» и многих других.
Режиссёр
Режиссёр спектаклей «Я построил дом» (МХАТ имени Чехова, в главной роли — Пётр Щербаков), «Подземный переход» (театр имени Маяковского), «Семейный ужин в половине второго» (театр Армии), «Джазмен», «Русская рулетка», «Любовь и кролики», «Жизнь налаживается» — антрепризные спектакли разных лет, «Любовь и кролики» (областной драматический театр города Рязани), «Скрипка, бубен и сосед» (театр имени Ермоловой), «Русская рулетка» (ТЮЗ имени Брянцева, Санкт-Петербург) и многих других спектаклей, в которых были заняты такие выдающие актёры, как Василий Бочкарёв, Армен Джигарханян, Александр Фатюшин, Альберт Филозов, Ирина Печерникова, Вера Глаголева, Игорь Бочкин, Ирина Розанова, Алина Покровская, Анатолий Васильев, Евгения Симонова, Ивар Калныньш.
В 2003 году сценарий документального сериала «Светлана Сталина. Побег из семьи» был номинирован на премию «ТЭФИ».
В 2004 году Павлов — заместитель главного редактора, автор и режиссёр более двадцати игровых сюжетов возобновлённого киножурнала «Фитиль» на канале «РТР».
В 2009 году телесериал «Галина» был номинирован на премию «Золотой орёл» в категории «Лучший мини-сериал», а актриса Людмила Нильская стала лауреатом премии «Золотой орёл» в номинации «Лучшая женская роль» за роль Галины Брежневой.
Виталий Павлов является автором идеи Национальной театральной премии «Золотая маска». Автор идеи и организатор проведения ежегодной церемонии вручения Национальной футбольной премии «Стрелец».

## Фильмография

### Режиссёр
- 2006 — Семейный ужин
- 2008 — Галина
- 2008 — Жизнь налаживается
- 2010 — Зоя
- 2010 — Русская рулетка. Женский вариант
- 2012 — Маша в законе!
- 2015 — Чудо в Крыму
- 2016 — Крымская сакура
- 2017 — Девичник
- 2017 — Всё в дыму, любовь в Крыму
- 2019 — Рецепты семейного счастья

### Сценарист
- 2000 — Танго на два голоса
- 2006 — Семейный ужин
- 2008 — Галина
- 2008 — Новая жизнь сыщика Гурова
- 2010 — Зоя
- 2010 — Русская рулетка. Женский вариант
- 2012 — Маша в законе!
- 2013 — Дельта
- 2015 — Чудо в Крыму
- 2017 — Девичник
- 2017 — Всё в дыму, любовь в Крыму
- 2019 — Рецепты семейного счастья

### Продюсер
- 2015 — Чудо в Крыму
- 2017 — Всё в дыму, любовь в Крыму

## Документальные фильмы
- 2003 — Ряд сценариев для документального сериала «Кремль-9»
- 2003 — Светлана Сталина. Побег из семьи
- 2003 — Особенности национального футбола
- 2005 — Эдуард Стрельцов. Зона для центра нападения
- 2005—2006 — Неизвестный Олег Ефремов
- 2011 — Неразрешимые противоречия Марио Ланца
- 2011 — Скучная жизнь Марио Дель Монако

Программа «Рождение легенды» (выпуски «Иван Васильевич меняет профессию», «Москва слезам не верит», «Офицеры»)

## Театральные работы
- 1986 — «Семейный ужин» (театр Российской Армии. Драматург)
- 1987 — «Я построил дом» (МХАТ имени Чехова. Драматург и режиссёр)
- 1989 — «Подземный переход» (театр имени Маяковского. Драматург)
- 1989 — «Скрипка, бубен и сосед» (театр имени Ермоловой. Драматург и режиссёр)
- 2005 — «Русская рулетка» (ТЮЗ, Санкт-Петербург. Режиссёр и драматург)
- 2011 — «Русская рулетка» (Приморский краевой драматический театр. Режиссёр и драматург)
- 2013 — «Жизнь налаживается» (Приморский краевой драматический театр. Режиссёр, драматург)
- 2015 — «Семейный ужин в половине второго» (АРТ-ПАРТНЁР ХХI. Драматург).

### Антрепризные спектакли
- 1990 — «Джазмен»
- 1991 — «Отпечатки пальцев»
- 2005 — «Любовь и кролики»

## Проза
- 1984 — «День чудес»
- 1988 — «Назови именем отца»
- 1990 — «Ощущение прожитой жизни»
- 2000 — «Рыбный день»
- 2000 — «Герцеговина Флор»
- 2000 — «Доктор Сатера»
- 2008 — «Месть»
- 2008 — «Тупик»